# Quinto Volusio Saturnino (cónsul 92)
Qunito Volusio Saturnino (en latín Quintus Volusius Saturninus) fue un senador del Alto Imperio Romano que desarrolló su cursus honorum bajo el imperio de Domiciano.

## Familia y carrera política
Era hijo de Quinto Volusio Saturnino, Consul ordinarius del año 56 y hermano de Lucio Volusio Saturnino Consul ordinarius en 87. Su familia era leal a la Dinastía Flavia, lo que le valió compartir el puesto de Consul ordinarius con el propio emperador Domiciano en 92.